# Baghlia
Baghlia (em árabe: بغلية) é uma cidade e comuna localizada na província de Boumerdès, Argélia. Segundo o censo de 2008, a população total da cidade era de 18 052 habitantes.